# 黃越宏
黃越宏（1956年7月27日—），臺灣資深媒體人、作家，東海大學政治系畢業，國立中正大學法律學碩士，採訪法治與社會新聞多年，2008年創辦司法刊物《法治時報》並自任「法治時報社」社長。

## 家庭背景
黃越宏出身臺南縣新營鎮，其父曾選上一屆里長、兩屆縣議員；已故大哥黃越欽曾任國立政治大學法律學院教授、監察委員與司法院大法官；大姐黃越綏是兩性關係與婚姻心理諮商專家、作家、社會運動參與者，曾任總統府國策顧問；二哥黃李越曾任全國農業金庫董事長。

## 媒體經歷
黃越宏於1981年自馬祖服役退伍後考入余紀忠主持的中國時報，後曾任記者、特派員、副主任、時報週刊副總主筆、另眼新聞社長、年代電視新聞部總編輯、TVBS法務顧問、年代董事會顧問等職，跑過形形色色的新聞，見過各式各樣的人，交過不同層次的朋友，寫過專欄及傳記，也被視為政論節目名嘴之一。
黃越宏曾於派駐嘉義時配合報社專題探討檢察官掌握羈押權之不當與濫權時，以嘉義地檢署檢察長黃世銘為例報導濫押辦案，並以其起訴多案但被告皆被法院判無罪的實例來證明。此事被黃世銘發新聞稿對黃越宏人身攻擊，並威脅要對報社採取告訴。自信「打到法庭上也不用怕他」的黃越宏，即對黃世銘提起誹謗、貪瀆、偽造文書等罪之告訴。

## 《法治時報》與推廣法治
黃越宏基於司法是臺灣目前最黑暗的角落，法庭裡處處可見令人質疑的不公判決，院方、檢方還常出現許多令人難以置信的惡劣態度，而成立「法治時報社」發行法治時報，報導法界之誇張惡行，使司法真相無所遁逃。同時也介紹各國司法現狀或法律人事蹟，以供臺灣法律人借鏡，促使臺灣的法治環境更進步完善，對司法實務產生正面效應與影響，諸多報導成為國內數千司法官熱門閱讀之刊物。
黃越宏認為審判是一個國家的說服工程，說服愈紮實，不是豆腐渣工程，人民的共識與團結就會愈凝聚，否則，人民對政府就會沒信心。司法被人民唾棄，就是用平常心看不到正常案件的判決。台灣今天的分裂狀態，司法要負非常大的責任。他認為臺灣已經有民主了，如果再有很紮實的法治，不管中國對臺灣採取什麼態度，我們都可以走出我們的自主性。法治絕對需要公民意識的滋長與成熟，這點我是樂觀的，因為在洪仲丘案我們已經看到了，在王金平案，我們也看到了，台灣慢慢在走向一個成熟的公民社會。

## 參與公共事務
2012年，黃越宏獲台灣團結聯盟立法院黨團推派擔任公共電視文化事業基金會董監事提名人審查會議評審委員。他批評，國民黨提名人數少，還屢屢提名至少已經歷十輪以上投票卻均未獲大多數委員認同之內定人士。他也表示，名單中「企業思考」、「台北思考」的角度太多了，公視應該是理念的經營而不是資源的分配。「我看到太多主流與權貴，而且提名董事的領域太多重疊，不客氣來說，都是龍部長的小圈圈。」他從另一個思考方向舉例指出，像是柯媽媽（汽機車強制責任險的催生者柯蔡玉瓊）、曾拍攝紀錄片《不能戳的秘密》揭發禽流感疫情的導演李惠仁等都是很好的人選，為何不納入提名名單中？台灣還有很多可愛的人民，應擴大格局廣納不同區域、領域和弱勢的人才。

## 抨擊黃世銘與馬英九
2013年九月政爭爆發後，9月9日，黃越宏與律師蔡易餘、黃帝穎等赴臺北地檢署遞狀告發最高法院檢察署檢察總長黃世銘與特偵組違法亂紀，將偵查權當作政治鬥爭的工具，涉犯9項罪嫌：一、依《通訊保障及監察法》規定，監聽目的若與內容不符應銷毀，不可將內容當新聞資料，特偵組卻違法公佈；二、公佈監聽譯文涉犯《個人資料保護法》；三、特偵組對高檢署檢察官林秀濤沒行政監督權，不應要她做筆錄；四、特偵組不當讓林秀濤具結；五、林秀濤明明有調卷，特偵組新聞資料卻栽贓指她沒看卷，與事實不符，涉犯偽造文書。六、王金平沒涉犯罪，特偵組卻擅自調他通聯；七、《公務員懲戒法》明定只有部長才有移送權，特偵組卻非法以下級移送上級；八、特偵組在新聞稿內公開當事人活動位置，侵犯隱私；九、黃世銘將不成案的個案向馬報告，且林秀濤偵訊筆錄屬國防以外機密，特偵組卻對外公佈，涉犯《個資法》、《通訊保障及監聽法》、《公務員服務法》、《法院組織法》及洩罪、偽造文書等罪。他表示北檢應儘快將黃世銘列為被告，將他羈押以避免串供。
黃越宏表示，特偵組檢察官於7日在媒體公開表示，該案是以行政方式調查，並非刑事偵辦。但行政調查並非特偵組業務，而是最高檢察署的職責。黃越宏說特偵組在其新聞稿中也承認，3年來長時間的監聽目的是為了調查「柯建銘涉嫌貪污罪」，遂後恣意將監聽目的改為「關說案」，以A案監聽之名行B案之實，這已經構成違反「通訊保障及監聽法」第17條，即監聽內容和監聽目的不符合，應予銷毀的規定。但特偵組不但未依法銷毀，反而發佈新聞稿公開，這至少已經違反了「通訊保障及監聽法第18條、27條」、「個人資料保護法第2條、16條、41條、44條」，及「公務員服務法」第4條之公務人員保密規定。他表示：整個檢察官論壇都在撻伐特偵組，他們都是內行人，說9月5日簽結，8月31日總長去報告，這不叫洩密，什麼叫洩密？林秀濤說你恐嚇我不可以講，結果你去對總統講。黃越宏質疑：8月31日可能只是對外的說法，因為6月29日特偵組已經截聽到王金平的對話，掌握監聽內容，卻等到8月31日立法院長王金平出國才開始準備公布資料，明顯是政治操作的手段。是否由於8月31日才偵訊林秀濤，因此必須說當天才向總統報告？否則，在（周六）颱風夜去報告，是很奇怪的。
黃越宏表示：9.2%的民調支持度顯示，民眾已經看清楚，「原來馬英九你認為法治不重要，你認為的才重要」。他強調他對特偵組最大的憤怒在於，其身為國家最高打擊不法的單位，結果卻這麼地不專業。一個負責打擊不法的人，當他想要打擊政敵時，自己充滿著不法，用不法來打擊，你說這多可怕？特偵組的一連串反應，就像我們看到的一些判決書上寫的：「被告一再飾詞狡辯」。如果特偵組不能得到應有的懲罰，那麼這場政爭對台灣人民沒有任何意義。這個案件給大家一個教訓，台灣的司法必須更加清明，司法改革更加不容遲緩。

## 著作
| 年份 | 作者          | 書名                                                                     | 出版社                    | ISBN               |
| ---- | ------------- | ------------------------------------------------------------------------ | ------------------------- | ------------------ |
| 1993 | 黃越宏        | 《司法七巧板》                                                           | 月旦出版                  | ISBN 9576960703    |
| 1996 | 黃越宏        | 《觀念：許文龍和他的奇美王國》                                           | 商周出版                  | ISBN 4717702095253 |
| 1997 | 黃越宏        | 《變與不變：往後跑的黑馬許惠祐》                                         | 另眼文化                  | ISBN 9789579859028 |
| 2001 | 黃越宏        | 《態度：鄭淑敏的人生筆記》                                               | 平安文化                  | ISBN 9578033265    |
| 2005 | 黃越宏        | 《坪林遊記》                                                             | 臺北縣坪林鄉公所 俠城出版 |                    |
| 2009 | 黃越宏 臧家宜 | 《你不知道的國泰人壽》                                                   | 法治時報社                |                    |
| 2012 | 黃越宏 陳英祺 | 《清朝四大名律師（訟師）》                                               | 法治時報社                | ISBN 9789868543911 |
| 2013 | 黃越宏        | 《戴著鐵漢面具的司法小丑：長期觀察黃世銘實錄》                           | 法治時報社                | ISBN 9789868543935 |
| 2014 | 吳昭明 黃越宏 | 《用心、求變：從小攤販到百家直營連鎖店，隆美窗簾董事長郭麒麟的經營傳奇》 | 商周出版                  | ISBN 9789862725269 |
| 2015 | 黃越宏        | 《官司秘笈1：千萬別相信法院》                                            | 法治時報社                | ISBN 9789868543959 |

## 選舉紀錄
| 年度 | 選舉屆數             | 選舉區                         | 所屬政黨 | 得票數  | 得票率 | 當選標記 | 備註 |
| ---- | -------------------- | ------------------------------ | -------- | ------- | ------ | -------- | ---- |
| 1989 | 第九屆臺灣省議員選舉 | 臺南縣選舉區                   | 無黨籍   | 7,634   | 1.54%  |          |      |
| 2016 | 第九屆立法委員選舉   | 全國不分區及僑居國外國民選舉區 | 親民黨   | 794,838 | 6.52%  |          |      |

## 參閱
- 黃越欽
- 黃越綏

## 外部連結
- 法治時報社 （页面存档备份，存于）
- YouTube上的台灣演義：奇美許文龍傳奇(1/5).TaiwanTalks.2009-10-25
- YouTube上的台灣演義：奇美許文龍傳奇(2/5).TaiwanTalks.2009-10-25
- YouTube上的台灣演義：奇美許文龍傳奇(3/5).TaiwanTalks.2009-10-25
- YouTube上的台灣演義：奇美許文龍傳奇(4/5).TaiwanTalks.2009-10-25
- YouTube上的台灣演義：奇美許文龍傳奇(5/5).TaiwanTalks.2009-10-25